# Australosphenida
De Australosphenida is een onderklasse van de zoogdieren die vrijwel geheel uitgestorven is. Tegenwoordig komen ze alleen nog in Australië en Nieuw-Guinea voor met slechts vijf soorten, maar er zijn fossielen bekend uit het Mesozoïcum van Madagaskar, Australië en Argentinië en het Paleoceen van ArgentinIë.
De onderklasse omvat de volgende dieren:
- Ambondro mahabo†, een fossiel uit de Midden-Jura van  Madagaskar.
- Asfaltomylos patagonicus†, een fossiel uit het Midden- tot Boven-Jura van Argentinië.
- Ausktribosphenida†, een fossiele orde uit het Onder-Krijt van Australië met drie geslachten: Ausktribosphenos, Bishops en Kryoparvus
- Platypoda, een orde met slechts één overlevende soort, het vogelbekdier. Fossielen hiervan zijn bekend uit het Paleoceen onder andere het Krijt van Australië en het Paleoceen van Argentinië (Monotrematum).
- Tachyglossa, een orde die de huidige mierenegels omvat. De orde is bekend sinds het Plioceen van Australië.

Shuotherium is gesuggereerd als de nauwste verwant van de onderklasse.
Volgens sommigen zou de onderklasse in zijn geheel echter niet bestaan, of de Platypoda en de Tachyglossa zouden er niet toe behoren. Zo weerlegden studies uit 2022 op basis van het aantal kiezen en het bovengebit de vermeende verwantschap tussen de cloacadieren en de andere groepen. De Australosphenida werden in deze studies beschouwd als zoogdieren op de ontwikkelingslijn naar de Theria.